# Premiul Globul de Aur pentru cel mai bun actor în rol secundar (tv)
Premiul Globul de Aur pentru cel mai bun actor într-un rol secundar într-o producție de televiziune este unul dintre premiile care se acordă anual la gala Premiile Globul de Aur, și este decernat de Asociația de presă străină de la Hollywood (Hollywood Foreign Press Association, HFPA).
A fost acordat prima dată la gala a 28-a, la 5 februarie 1971, sub titulatura Cel mai bun actor într-un rol secundar într-un serial de televiziune. În 1980, numele categoriei a fost schimbat în Cel mai bun actor într-un rol secundar într-un serial de televiziune, miniserie sau film de televiziune.
Începând cu ediția a 80-a a premiilor, în 2023, categoria a fost împărțită în două: Seriale de comedie/dramă și miniserii sau film de televiziune.

## Câștigători

### Anii 1970
- 1970: James Brolin – Marcus Welby, M.D.
- 1971: Edward Asner – The Mary Tyler Moore Show
- 1972: James Brolin – Marcus Welby, M.D.
- 1973: McLean Stevenson – M*A*S*H
- 1974: Harvey Korman – The Carol Burnett Show
- 1975: Edward Asner – The Mary Tyler Moore Show și Tim Conway – The Carol Burnett Show
- 1976: Edward Asner – Rich Man, Poor Man
- 1977: Nu s-a acordat
- 1978: Norman Fell – Three's Company
- 1979: Danny DeVito – Taxi și Vic Tayback – Alice

### Anii 1980
- 1980: Pat Harrington - One Day at a Time și Vic Tayback - Alice
- 1981: John Hillerman - Magnum P.I.
- 1982: Lionel Stander - Hart to Hart
- 1983: Richard Kiley - The Thorn Birds
- 1984: Paul Le Mat - The Burning Bed
- 1985: Edward James Olmos - Miami Vice
- 1986: Jan Niklas - Anastasia: The Mystery of Anna
- 1987: Rutger Hauer - Escape From Sobibor
- 1988: Barry Bostwick - War and Remembrance și John Gielgud - War and Remembrance
- 1989: Dean Stockwell - Quantum Leap

### Anii 1990
- 1990: Charles Durning - The Kennedys of Massachusetts
- 1991: Louis Gossett, Jr. - The Josephine Baker Story
- 1992: Maximilian Schell - Stalin
- 1993: Beau Bridges - The Positively True Adventures of the Alleged Texas Cheerleader-Murdering Mom
- 1994: Edward James Olmos - The Burning Season
- 1995: Donald Sutherland - Citizen X
- 1996: Ian McKellen - Rasputin: Dark Servant of Destiny
- 1997: George C. Scott - 12 Angry Men
- 1998: Don Cheadle - The Rat Pack și Gregory Peck - Moby Dick
- 1999: Peter Fonda - The Passion of Ayn Rand

### Anii 2000
- 2000: Robert Downey, Jr. - Ally McBeal
- 2001: Stanley Tucci - Conspiracy
- 2002: Donald Sutherland - Path to War
- 2003: Jeffrey Wright - Angels in America
- 2004: William Shatner - Boston Legal
- 2005: Paul Newman - Empire Falls
- 2006: Jeremy Irons - Elizabeth I
- 2007: Jeremy Piven - Entourage
- 2008: Tom Wilkinson - John Adams
- 2009: John Lithgow - Dexter

### Anii 2010
- 2010: Chris Colfer - Glee
- 2011: Peter Dinklage - Game of Thrones
- 2012: Ed Harris - Game Change
- 2013: Jon Voight - Ray Donovan
- 2014: Matt Bomer - The Normal Heart
- 2015: Christian Slater - Mr. Robot
- 2016: Hugh Laurie - The Night Manager
- 2017: Alexander Skarsgård - Big Little Lies
- 2018: Ben Whishaw - A Very English Scandal
- 2019: Stellan Skarsgård - Cernobîl

### Anii 2020
- 2020: John Boyega - Small Axe
- 2021: O Yeong-su - Squid Game
- 2022: Tyler James Williams - Abbott Elementary (serial tv) / Paul Walter Hauser - Black Bird (miniserie sau film)
- 2023: Matthew Macfadyen - Succesiunea
- 2024: Tadanobu Asano - Shōgun